# Draft de la NBA de 1969
El Draft de la NBA de 1969 fue el vigésimotercer draft de la National Basketball Association (NBA). El draft se celebró el 7 de abril y 7 de mayo de 1969 antes del comienzo de la temporada 1969-70. 
En este draft, catorce equipos de la NBA seleccionaron a jugadores amateurs del baloncesto universitario. Los jugadores que hubiesen terminado el periplo universitario de cuatro años estaban disponibles para ser seleccionados. Si un jugador abandonaba antes la universidad, no podía ser escogido en el draft hasta que su clase se graduase. Las dos primeras elecciones del draft correspondieron a los equipos que finalizaron en la última posición en cada división, con el orden determinado por un lanzamiento de moneda. Milwaukee Bucks ganó el primer puesto del draft, mientras que Phoenix Suns fue premiado con la segunda elección. Los demás equipos seleccionaron en orden inverso al registro de victiorias-derrotas en la temporada anterior. 
Los Angeles Lakers consiguió una elección más de primera ronda del traspaso de Rudy LaRusso a San Francisco Warriors. El draft consistió de veinte rondas y 218 jugadores fueron seleccionados.

## Selecciones y notas del draft
Kareem Abdul-Jabbar (por entonces conocido como Lew Alcindor) de la Universidad de California, Los Ángeles, fue seleccionado en la primera posición del draft por Milwaukee Bucks, y ganó el Rookie del Año de la NBA y fue incluido en el mejor quinteto de la NBA y en el All-Star Game de la NBA en su primera temporada. La siguiente campaña, los Bucks adquirieron a Oscar Robertson de Cincinnati Royals, y ambos lideraron al equipo a un registro de 66 victorias, el mejor de la liga. Los Bucks vencieron a Baltimore Bullets en las Finales y se hicieron con el campeonato de la NBA en su tercera temporada de existencia. Ese año, Abdul-Jabbar fue premiado con el MVP de la Temporada de la NBA y el MVP de las Finales de la NBA. Posteriormente, Jabbar ganó otros cinco campeonatos de la NBA en la década de los 80 con Los Angeles Lakers, donde compartió equipo con Magic Johnson, la primera elección del Draft de 1979. En 1985 ganó otro MVP de las Finales, y en total se hizo con seis premios de MVP de la Temporada, siendo el jugador que más veces lo ha logrado en la historia de la liga. También posee el récord de más participaciones en el All-Star Game con 19, y de más inclusiones en el mejor quinteto de la liga con 15. Además, fue incluido en el mejor quinteto defensivo de la NBA en once ocasiones, el segundo con más en la historia. Jabbar dejó el baloncesto como el jugador que más puntos ha anotado en la historia de la NBA con 38.387 puntos y el más taponador con 3.189 tapones. Por sus logros fue incluido en el Basketball Hall of Fame, y fue nombrado uno de los 50 mejores jugadores en la historia de la NBA en 1996.
Jo Jo White, la novena elección, ganó dos campeonatos de la NBA con Boston Celtics en 1974 y 1976, y fue nombrado MVP de las Finales en el último. También formó parte de dos mejores quintetos y jugó siete All-Star Games. La cuadragésimo quinta elección Bob Dandridge ganó otros dos títulos con Milwaukee Bucks en 1971 y con Washington Bullets en 1978. Fue incluido en una ocasión en el mejor quinteto de la liga y disputó cuatro All-Star Games. Norm Van Lier, la trigésimo cuarta elección, también fue incluido en un mejor quinteto, en el All-Star Game, y en ocho mejores quintetos defensivos. Otros dos jugadores del draft, la décima elección Butch Beard y sexuagésima primera Steve Mix, también jugaron un All-Star Game. Beard se convirtió en entrenador tras su carrera como jugador, dirigiendo a New Jersey Nets durante dos temporadas en la década de los 90. Otros tres jugador del draft trabajaron como entrenadores tras su carrera como jugador: la cuadragésima tercera elección Fred Carter, la sexuagésima octava Gene Littles y la 187ª Mack Calvin.
En la decimotercera ronda, San Francisco Warriors seleccionó a Denise Long, una jugadora procedente de un instituto de Whitten (Iowa). Long, que promedió 62.8 puntos en su último año, se convirtió en la primera mujer en ser seleccionada por un equipo de la NBA. Sin embargo, la elección fue anulada posteriormente por el comisionado de la liga por ser una maniobra de publicidad. En la decimoquinta ronda, Phoenix Suns seleccionó al atleta Bob Beamon de la Universidad de Texas-El Paso en la 189ª posición. Beamon acababa de conseguir el récord mundial de salto de longitud y había ganado la medalla de oro en los Juegos Olímpicos de México 1968. Aunque jugó al baloncesto antes de su carrera en el atletismo, nunca debutó en la NBA.

## Leyenda
|  | Denota jugador miembro del Basketball Hall of Fame                                                 |
|  | Denota jugador que ha sido seleccionado al menos en un All-Star Game y un Mejor Quinteto de la NBA |
|  | Denota jugador que ha sido seleccionado al menos en un All-Star Game                               |
|  | Denota jugador que nunca ha jugado en la NBA                                                       |

## Draft

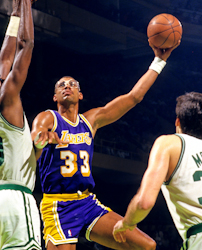
Kareem Abdul-Jabbar (por entonces Lew Alcindor), la 1.ª elección.

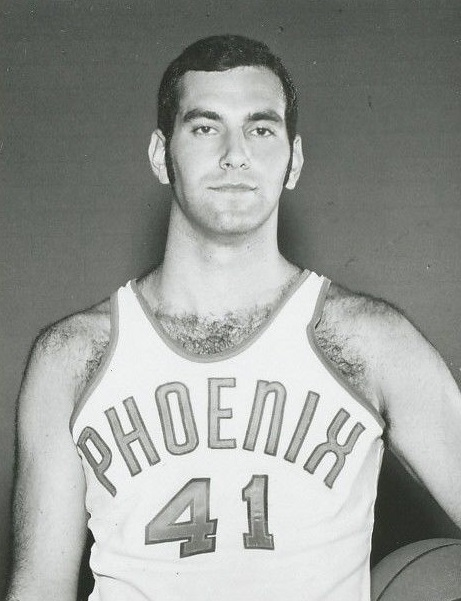
Neal Walk, la elección número 2.

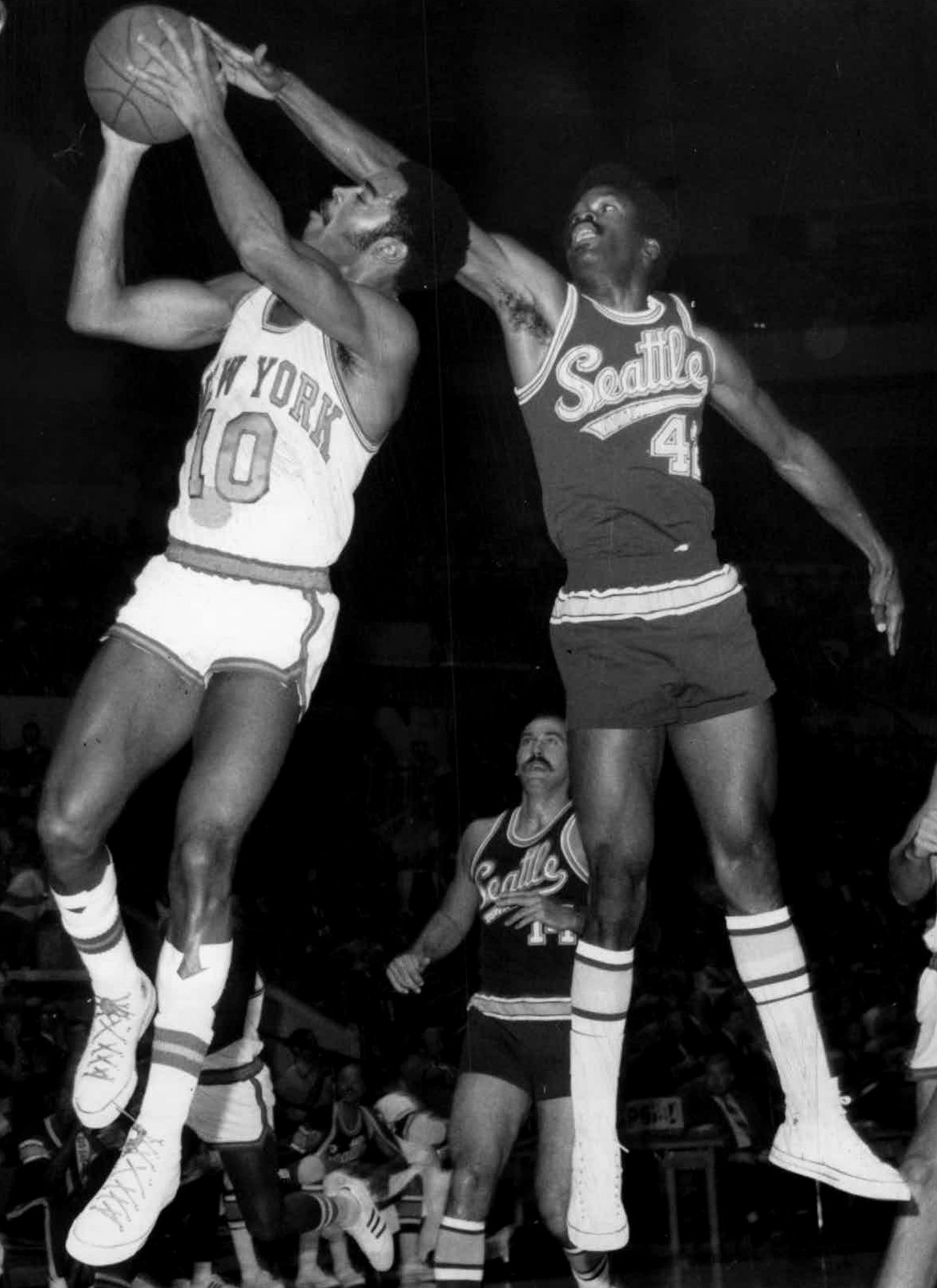
Lucius Allen (dcha.), la 3.ª elección.

| Ronda | Pick | Jugador          | Posición | Nacionalidad   | Equipo                           | Universidad       |
| ----- | ---- | ---------------- | -------- | -------------- | -------------------------------- | ----------------- |
| 1     | 1    | Lew Alcindor     | C        | Estados Unidos | Milwaukee Bucks                  | UCLA              |
| 1     | 2    | Neal Walk        | C        | Estados Unidos | Phoenix Suns                     | Florida           |
| 1     | 3    | Lucius Allen     | G        | Estados Unidos | Seattle SuperSonics              | UCLA              |
| 1     | 4    | Terry Driscoll   | F        | Estados Unidos | Detroit Pistons                  | Boston College    |
| 1     | 5    | Larry Cannon     | G        | Estados Unidos | Chicago Bulls                    | La Salle          |
| 1     | 6    | Bingo Smith      | G/F      | Estados Unidos | San Diego Rockets                | Tulsa             |
| 1     | 7    | Bob Portman      | F        | Estados Unidos | San Francisco Warriors           | Creighton         |
| 1     | 8    | Herm Gilliam     | G/F      | Estados Unidos | Cincinnati Royals                | Purdue            |
| 1     | 9    | Jo Jo White      | G        | Estados Unidos | Boston Celtics                   | Kansas            |
| 1     | 10   | Butch Beard      | G        | Estados Unidos | Atlanta Hawks                    | Louisville        |
| 1     | 11   | John Warren      | G/F      | Estados Unidos | New York Knicks                  | St. John's        |
| 1     | 12   | Willie McCarter  | G        | Estados Unidos | Los Angeles Lakers               | Drake             |
| 1     | 13   | Bud Ogden        | F        | Estados Unidos | Philadelphia 76ers               | Santa Clara       |
| 1     | 14   | Mike Davis       | G        | Estados Unidos | Baltimore Bullets                | Virginia Union    |
| 1     | 15   | Rick Roberson    | F/C      | Estados Unidos | Los Angeles Lakers               | Cincinnati        |
| 2     | 16   | Simmie Hill      | F        | Estados Unidos | Chicago Bulls (desde Phoenix)    | West Texas State  |
| 2     | 17   | Bob Greacen      | F        | Estados Unidos | Milwaukee Bucks                  | Rutgers           |
| 2     | 18   | Ron Taylor       | C        | Estados Unidos | Seattle SuperSonics              | USC               |
| 2     | 19   | Willie Norwood   | F        | Estados Unidos | Detroit Pistons                  | Alcorn A&M        |
| 2     | 20   | Ken Spain        | C        | Estados Unidos | Chicago Bulls                    | Houston           |
| 2     | 21   | Bernie Williams  | G        | Estados Unidos | San Diego Rockets                | La Salle          |
| 2     | 22   | Ed Siudut        | F        | Estados Unidos | San Francisco Warriors           | Holy Cross        |
| 2     | 23   | Johnny Baum      | F        | Estados Unidos | Chicago Bulls (desde Cincinnati) | Temple            |
| 2     | 24   | Gene Williams    | F        | Estados Unidos | Phoenix Suns (desde Boston)      | Kansas State      |
| 2     | 25   | Wally Anderzunas | F/C      | Estados Unidos | Atlanta Hawks                    | Creighton         |
| 2     | 26   | Bill Bunting     | F/C      | Estados Unidos | New York Knicks                  | North Carolina    |
| 2     | 27   | Dick Garrett     | G        | Estados Unidos | Los Angeles Lakers               | Southern Illinois |
| 2     | 28   | Willie Taylor    | F/C      | Estados Unidos | Philadelphia 76ers               | LeMoyne–Owen      |
| 2     | 29   | Willie Scott     | F        | Estados Unidos | Baltimore Bullets                | Alabama State     |

## Otras elecciones
La siguiente lista incluye otras elecciones de draft que han aparecido en al menos un partido de la NBA.
| Ronda | Pick | Jugador         | Posición | Nacionalidad   | Equipo                                | Universidad        |
| ----- | ---- | --------------- | -------- | -------------- | ------------------------------------- | ------------------ |
| 3     | 32   | Lee Winfield    | G        | Estados Unidos | Seattle SuperSonics                   | North Texas State  |
| 3     | 33   | Lamar Green     | F/C      | Estados Unidos | Phoenix Suns (desde Detroit)          | Morehead State     |
| 3     | 34   | Norm Van Lier   | G        | Estados Unidos | Chicago Bulls                         | Saint Francis (PA) |
| 3     | 37   | Luther Rackley  | C        | Estados Unidos | Cincinnati Royals                     | Xavier (OH)        |
| 3     | 40   | Eddie Mast      | F/C      | Estados Unidos | New York Knicks                       | Temple             |
| 3     | 41   | Luther Green    | F        | Estados Unidos | Cincinnati Royals (desde Los Angeles) | Long Island        |
| 3     | 43   | Fred Carter     | G/F      | Estados Unidos | Baltimore Bullets                     | Mount St. Mary's   |
| 4     | 44   | Dennis Stewart  | F        | Estados Unidos | Phoenix Suns                          | Michigan           |
| 4     | 45   | Bob Dandridge   | G/F      | Estados Unidos | Milwaukee Bucks                       | Norfolk State      |
| 4     | 52   | Steve Kuberski  | F/C      | Estados Unidos | Boston Celtics                        | Bradley            |
| 4     | 56   | Dave Scholz     | F        | Estados Unidos | Philadelphia 76ers                    | Illinois           |
| 5     | 58   | Rich Jones      | F/C      | Estados Unidos | Phoenix Suns                          | Memphis State      |
| 5     | 61   | Steve Mix       | F        | Estados Unidos | Detroit Pistons                       | Toledo             |
| 5     | 64   | Willie Wise     | F        | Estados Unidos | San Francisco Warriors                | Drake              |
| 5     | 65   | Jake Ford       | G        | Estados Unidos | Cincinnati Royals                     | Maryland State     |
| 5     | 66   | George Thompson | G        | Estados Unidos | Boston Celtics                        | Marquette          |
| 5     | 69   | Wil Jones       | F        | Estados Unidos | Los Angeles Lakers                    | Albany State       |
| 6     | 73   | John Arthurs    | G        | Estados Unidos | Milwaukee Bucks                       | Tulane             |
| 8     | 103  | Bob Arnzen      | F        | Estados Unidos | Detroit Pistons                       | Notre Dame         |
| 8     | 109  | Bob Christian   | C        | Estados Unidos | Atlanta Hawks                         | Grambling          |
| 9     | 117  | George Reynolds | G        | Estados Unidos | Detroit Pistons                       | Houston            |
| 11    | 147  | Justus Thigpen  | G        | Estados Unidos | San Diego Rockets                     | Weber State        |
| 12    | 167  | Roland Taylor   | G        | Estados Unidos | Philadelphia 76ers                    | La Salle           |
| 14    | 187  | Mack Calvin     | G        | Estados Unidos | Los Angeles Lakers                    | USC                |
| 19    | 214  | Grady O'Malley  | F        | Estados Unidos | Atlanta Hawks                         | Manhattan          |
| 19    | 215  | Brian Heaney    | G        | Estados Unidos | Baltimore Bullets                     | Acadia (Canadá)    |

## Traspasos
1. ↑  El 20 de octubre de 1967, Chicago Bulls adquirió a Flynn Robinson y las elecciones de segunda ronda de 1968 y 1969 de Cincinnati Royals a cambio de Guy Rodgers.[24][25] Los Bulls utilizaron esta elección para seleccionar a Johnny Baum.
2. ↑  El 27 de agosto de 1968, Phoenix Suns adquirió una elección de segunda ronda de Boston Celtics a cambio de Em Bryant.[26] Los Suns utilizaron esta elección para seleccionar a Gene Williams.
3. ↑  El 17 de diciembre de 1968, Phoenix Suns adquirió a Jim Fox y una elección de tercera ronda de Detroit Pistons a cambio de McCoy McLemore.[27][28] Los Suns utilizaron esta elección para seleccionar a Lamar Green.